# Kortstjärtad seglare
Kortstjärtad seglare (Chaetura brachyura) är en fågel i familjen seglare.

## Utseende och läte
Kortstjärtad seglare är en rätt liten och mörk seglare. Formen är jämfört med andra Chaetura-seglare i dess utbredningsområde mycket karakteristisk, med breda vingar med utbuktande bakkant som verkar innupen in mot kroppen. Stjärten är mycket kort och tvärt avskuren.

## Utbredning och systematik
Kortstjärtad seglare förekommer huvudsakligen i norra Sydamerika, men även in i Panama och i södra Små Antillerna. Den delas in i fyra underarter med följande utbredning:
- Chaetura brachyura brachyura – Panama till Guyanaregionen, Trinidad, västra centrala Brasilien och norra Bolivia
- Chaetura brachyura praevelox – södra Små Antillerna (Grenada, St Vincent och Tobago)
- Chaetura brachyura cinereocauda – centrala Brasilien
- Chaetura brachyura ocypetes – lokalt i sydvästra Ecuador och det allra nordvästligaste Peru

## Levnadssätt
Kortstjärtad seglare är en rätt vanlig seglare i låglänta områden och förberg. Där ses den ofta i löst formade flockar födosökande över skogar, floder och intilliggande öppna områden.

## Status
Arten har ett stort utbredningsområde och beståndet anses stabilt. Internationella naturvårdsunionen IUCN listar den därför som livskraftig (LC). Beståndet uppskattas till i storleksordningen fem till 50 miljoner vuxna individer.